# Siarka Tarnobrzeg (koszykówka mężczyzn)
KKS Siarka Tarnobrzeg – koszykarski klub z siedzibą w Tarnobrzegu. 
Siarka zadebiutowała w najwyższej klasie rozgrywkowej w Polsce w 2010 roku, po awansie z 1 miejsca z I ligi. W debiucie drużyna Siarki pokonała Polpharmę Starogard Gdański 92:88. Po pierwszym sezonie w koszykarskiej ekstraklasie, Siarka zajęła ostatnie miejsce, które oznaczało degradację do 1 ligi. Jednak drużyna z Tarnobrzega została zaproszona do nowo utworzonej Ligi Kontraktowej, gdzie podpisali kontrakt na 3 lata, który gwarantuje „Siarkowcom” występy w PLK przez 3 sezony, nawet w przypadku zajęcia ostatniego miejsca na koniec sezonu. Warunkiem gry w ekstraklasie, jest zapewnienie płynności finansowej zespołu na ten okres. W sezonie 2017 Siarka Tarnobrzeg spadła z ekstraklasy do I ligi, by rok później zanotować spadek do II ligi.
4 stycznia 2019 Siarka wycofała się z rozgrywek II ligi.

## Informacje ogólne
- Rok powstania Autonomicznej Siarki Tarnobrzeg (wydzielenie z KS Siarka): 2002
- Adres: Aleja Niepodległości 2, 39-400 Tarnobrzeg. Tel.15 6415677
- Prezes: Zbigniew Pyszniak
- Dyrektor sportowy: Bogusław Jarek

Trener seniorów: Zbigniew Pyszniak
- Trener juniorów: Dariusz Szczuciński
- Trener kadetów: Michał Żuraw
- Trener młodzików: Michał Stępień

## Hala
MOSiR „Wisła” w Tarnobrzegu, al. Niepodległości 2
- Pojemność: 1500 miejsc (wszystkie siedzące) + 200 krzesełek za koszami.

## Skład w sezonie 2017/2018
Stan na 30 listopada 2017, na podstawie, o ile nie zaznaczono inaczej.
| Nr | Poz. | Nar.   | Nazwisko i imię       | Data urodzenia | Wzrost | Masa ciała |
| -- | ---- | ------ | --------------------- | -------------- | ------ | ---------- |
| –  | F    | Polska | Sewioł, Wiktor        | 1997-01-24     | 198 cm |            |
| 2  | C    | Polska | Niedźwiedzki, Piotr   | 1993-06-02     | 210 cm |            |
| 4  | PG   | Polska | Stanios, Jakub        | 1994-03-13     | 180 cm |            |
| 5  | G/F  | Polska | Gazarkiewicz, Mateusz | 1991-10-15     | 195 cm |            |
| 10 | PF   | Polska | Długosz, Szymon       | 1992-04-22     | 202 cm |            |
| 11 | F    | Polska | Czyżnielewski, Filip  | 1991-04-22     | 198 cm |            |
| 18 | F    | Polska | Pabianek, Artur       | 1997-03-14     | 200 cm |            |
| 20 | SG   | Polska | Dominik, Maciej       | 2000-03-22     | 160 cm |            |
| 22 | PG   | Polska | Pawełek, Mateusz      | 1999-01-28     | 186 cm |            |
| 25 | SF   | Polska | Rypiński, Dawid       | 1995-12-14     | 193 cm |            |
| 34 | C    | Polska | Jadaś, Aleksander     | 2001-06-30     | 192 cm |            |
| 41 | PF   | Polska | Nowicki, Paweł        | 1992-12-29     | 201 cm |            |

Trener:  Arkadiusz Papka

## Historia

### Nagrody i wyróżnienia
NBL – oznacza mecz gwiazd – NBL vs PLK
| Najlepszy Polski Debiutant PLK - Przemysław Karnowski (2012) | Największy Postęp PLK - Jakub Dłoniak (2013) |

| Uczestnicy meczu gwiazd PLK - Przemysław Karnowski (2012) - Josh Miller (2012) - Jakub Dłoniak (2013 – NBL) | Uczestnicy meczu gwiazd I ligi - Łukasz Grzegorzewski (2007) - Daniel Wall (2007) - Bartosz Krupa (2010) - Piotr Miś (2010) - Karol Szpyrka (2010 – jako młodzieżowiec) - Tomasz Pisarczyk (2010) |

Trenerzy drużyn gwiazd I ligi
- Zbigniew Pyszniak (2010)

| Uczestnicy konkursu wsadów PLK - LaMarshall Corbett (2012) | Uczestnicy konkursu rzutów za 3 punkty PLK - Jakub Dłoniak (2013 – NBL) |

### Ligowi liderzy
| Liderzy strzelców PLK - Jakub Dłoniak (2013) - Dominique Johnson (2015) | Liderzy sezonu zasadniczego PLK w zbiórkach - Nicchaeus Doaks (2013) |

Liderzy I ligi w przechwytach
- Karol Szpyrka (2010)

### Obcokrajowcy
(Stan na 19 listopada 2017)

- Michael Deloach  (2010–2011)
- Kevin Goffney  (2010–2011, 2013–2014)
- Stanley Pringle  (2010–2011)
- Eric Taylor  (2010–2011)
- Louis Truscott  (2010–2011)
- LaMarshall Corbett  (2011–2012)
- Nicchaeus Doaks  (2011–2014)
- Josh Miller  (2011–2012, 2014–2015)
- J.T. Tiller  (2011–2013)
- Xavier Alexander  (2012–2013)
- Christopher Long  (2012–2013)
- Matt Addison  (2012)
- Rahshon Turner  (2012)
- Chase Simon  (2013)
- Tony Weeden  (2013)
- Chaisson Allen  (2013–2014)
- Andrew Fitzgerald  (2013–2014)
- Reggie Hamilton  (2013–2014)
- Keion Bell  (2014)
- Dominique Johnson  (2014–2015)
- Daniło Kozłow  (2014–2015)
- Craig Williams  (2014–2015)
- Eugene Harris  (2015–2016)
- Gary Bell  (2015–2016)
- Zach Robbins  (2015–2016)
- Mfon Udofia  (2016)
- Alex Welsh  (2016–2017)
- Brandon Brown  (2016–2017)
- Zane Knowles  (2016–2017)
- Darien Nelson-Henry  (2016)

### Sezon 2013/14
Zawodnicy w sezonie 2013/2014
| Nr | Poz. | Nar.              | Nazwisko i imię                | Data urodzenia | Wzrost | Masa ciała |
| -- | ---- | ----------------- | ------------------------------ | -------------- | ------ | ---------- |
| 9  | G    | Stany Zjednoczone | Allen, Chaisson                | 1989-06-01     | 192 cm | 86 kg      |
| 7  | C/F  | Stany Zjednoczone | Doaks, Nicchaeus               | 1987-01-18     | 201 cm | 108 kg     |
| 4  | C/F  | Stany Zjednoczone | Fitzgerald, Andrew             | 1990-12-10     | 203 cm | 108 kg     |
| 18 | G/F  | Stany Zjednoczone | Goffney, Kevin                 | 1986-10-29     | 196 cm | 95 kg      |
| 10 | G    | Stany Zjednoczone | Hamilton, Reggie               | 1989-05-23     | 182 cm | 83 kg      |
| 6  | SF   | Polska            | Krajniewski, Krzysztof         | 1989-03-25     | 200 cm | 92 kg      |
| 15 | C    | Polska            | Łukasiak, Szymon               | 1987-09-03     | 205 cm | 107 kg     |
| 5  | PG   | Polska            | Nowakowski (koszykarz), Marcin | 1989-11-09     | 186 cm | 80 kg      |
| 11 | SF   | Polska            | Pandura, Piotr                 | 1995-02-15     | 197 cm | 75 kg      |
| 14 | F    | Polska            | Patoka, Jakub                  | 1994-02-02     | 200 cm | 85 kg      |
| 16 | PG   | Polska            | Pyszniak, Piotr                | 1992-07-09     | 182 cm | 80 kg      |
| 8  | PG   | Polska            | Rycerz, Wiktor                 | 1997-10-20     | 178 cm | 70 kg      |

Trener:  Dariusz Szczubiał
 Asystenci: Arkadiusz Papka • Michał Stępień

### Sezon 2011/12
Zawodnicy w sezonie 2011/2012
| Siarka Jezioro Tarnobrzeg |                      |                   |          |        |
| Poz                       | Imię i nazwisko      | Data urodzenia    | Paszport | Wzrost |
| SF                        | Marek Piechowicz     | 20 kwietnia 1988  | Polska   | 201 cm |
| C                         | Przemysław Karnowski | 8 listopada 1993  | Polska   | 214 cm |
| PF                        | Michał Rabka         | 25 sierpnia 1989  | Polska   | 199 cm |
| PF/C                      | Nicchaeus Doaks      | 18 stycznia 1987  | USA      | 202 cm |
| PG                        | Josh Miller          | 10 lipca 1988     | USA      | 168 cm |
| C                         | Dariusz Wyka         | 3 grudnia 1991    | Polska   | 206 cm |
| PF/C                      | Wojciech Barycz      | 13 kwietnia 1984  | Polska   | 206 cm |
| SG                        | LaMarshall Corbett   | 21 listopada 1988 | USA      | 190 cm |
| PF                        | Damian Aniszewski    | 8 marca 1994      | Polska   | 198 cm |
| SF                        | Rafał Walski         | 31 maja 1995      | Polska   | 196 cm |
| PG                        | Piotr Pyszniak       | 9 lipca 1992      | Polska   | 182 cm |
| PG/SG                     | Jonathon Tiller      | 11 maja 1988      | USA      | 191 cm |

### Sezon 2010/11
Sezon 2010/11 był debiutem Siarki w PLK. Pierwszy mecz, rozegrany w Tarnobrzegu z Polpharmą, dał kibicom nadzieję na udany sezon. Po zwycięstwie 92:88 wróżono zespołowi karierę, jednak kolejne mecze okazały się dla „Siarkowców” serią porażek. W tym miejscu wskazać można liczne kontuzje zawodników i ich niefortunne przegrane, m.in. z PBG Basket Poznań czy Energą Czarnymi Słupsk. W całym sezonie zasadniczym drużyna z Tarnobrzega wygrała zaledwie czterokrotnie, pokonując u siebie (oprócz Polpharmy) Zastal Zielona Góra i dwa razy Kotwicę Kołobrzeg. Następnie w play-out "Siara" przegrała z Zastalem i Polonią Warszawa, wygrywając raz, ponownie z Kotwicą. Jednakże nie wystarczyło to na utrzymanie się w ekstraklasie i po ostatnim meczu, spadli do 1 ligi. 
Utworzona Liga Kontraktowa, która zapewnia każdej zaproszonej drużynie grę w Tauron Basket Lidze przez 3 lata (warunkiem jest płynność finansowa), dała Siarce ponowną szansę na grę w ekstraklasie. Główny sponsor drużyny, czyli Miasto Tarnobrzeg zapewniło odpowiednie dofinansowanie drużyny, dzięki czemu Siarka w sezonie 2011/12 ponownie wystąpi na parkietach TBL.

### Sezon 2009/10
Michał Baran, Piotr Bąk, Bartosz Krupa, Michał Marciniak, Piotr Miś, Michał Rabka, Adam Rogala, Kamil Uriasz, Michał Woźniak, Piotr Ucinek, Wojciech Barycz.
- Trener: Zbigniew Pyszniak
- Odeszli: Daniel Wall, Piotr Kardaś (obaj RosaSport Radom), Maciej Sudowski (AZS Radex Szczecin), Łukasz Grzegorzewski (Spójnia Stargard Szczeciński), Tomasz Włodarczyk (Resovia Rzeszów), Karol Janus (studia), Waldemar Polek (koniec kariery)
- Przyszli: Piotr Miś, Michał Baran, Piotr Ucinek (wszyscy Resovia Rzeszów), Michał Rabka (Polonia Przemyśl), Bartosz Krupa (Sokół Łańcut), Kamil Uriasz (Unia Tarnów), Wojciech Barycz (Anwil Włocławek)

| miejsce | zespół                                   | PKT | mecze | zw. - por. | dom    | wyjazd | pkt. zd. - pkt. str. | stosunek |
| ------- | ---------------------------------------- | --- | ----- | ---------- | ------ | ------ | -------------------- | -------- |
| 1.      | Intermarche Zastal Zielona Góra          | 54  | 30    | 24 - 6     | 12 - 3 | 12 - 3 | 2262 - 2010          | 1.125    |
| 2.      | ASK KS Siarka Tarnobrzeg                 | 53  | 30    | 23 - 7     | 14-1   | 9-6    | 2229 - 1983          | 1.124    |
| 3.      | MKS Dąbrowa Górnicza                     | 53  | 30    | 23 - 7     | 13 - 2 | 10 - 5 | 2339 - 2083          | 1.123    |
| 4.      | Big Star Tychy                           | 50  | 30    | 20 - 10    | 12 - 3 | 8 - 7  | 2342 - 2217          | 1.056    |
| 5.      | ŁKS Sphinx Petrolinvest Łódź             | 49  | 30    | 19 - 11    | 11 - 4 | 8 - 7  | 2243 - 2052          | 1.093    |
| 6.      | KS Spójnia Stargard Szczeciński          | 49  | 30    | 19 - 11    | 11 - 4 | 8 - 7  | 2269 - 2135          | 1.063    |
| 7.      | MKS Znicz Basket Pruszków                | 46  | 30    | 16 - 14    | 10 - 5 | 6 - 9  | 2230 - 2246          | 0.993    |
| 8.      | PTG Sokół Łańcut                         | 46  | 30    | 16 - 14    | 11 - 4 | 5 - 10 | 2234 - 2200          | 1.015    |
| 9.      | Olimp MKS Start Lublin                   | 45  | 30    | 15 - 15    | 10 - 5 | 5 - 10 | 2191 - 2189          | 1.001    |
| 10.     | Asseco Prokom 2 Gdynia                   | 41  | 30    | 13 - 17    | 9 - 6  | 4 - 11 | 2290 - 2306          | 0.993    |
| 11.     | Żubry Białystok                          | 40  | 30    | 10 - 20    | 6 - 9  | 4 - 11 | 2202 - 2391          | 0.921    |
| 12.     | Delikatesy Centrum PBS Bank MOSiR Krosno | 39  | 30    | 9 - 21     | 6 - 9  | 3 - 12 | 2079 - 2191          | 0.949    |
| 13.     | Victoria Górnik Wałbrzych                | 39  | 30    | 9 - 21     | 7 - 8  | 2 - 13 | 2219 - 2457          | 0.903    |
| 14.     | Tempcold AZS Politechnika Warszawska     | 39  | 30    | 9 - 21     | 6 - 9  | 3 - 12 | 2293 - 2438          | 0.941    |
| 15.     | KS AZS AWF Katowice                      | 37  | 30    | 7 - 23     | 5 - 10 | 2 - 13 | 2137 - 2365          | 0.904    |
| 16.     | KS Sudety Jelenia Góra                   | 37  | 30    | 8 - 22     | 5 - 10 | 3 - 12 | 1955 - 2251          | 0.869    |

| ćwierćfinał                                                | półfinał                                                           | finał                                                                         |
| ---------------------------------------------------------- | ------------------------------------------------------------------ | ----------------------------------------------------------------------------- |
| Intermarche Zastal Zielona Góra - PTG Sokół Łańcut 2:1     | Intermarche Zastal Zielona Góra - ŁKS Sphinx Petrolinvest Łódź 2:1 | ASK KS Siarka Tarnobrzeg - Intermarche Zastal Zielona Góra 72:65, 87:64 (2:0) |
| Big Star Tychy - ŁKS Sphinx Petrolinvest Łódź 1:2          | Intermarche Zastal Zielona Góra - ŁKS Sphinx Petrolinvest Łódź 2:1 | ASK KS Siarka Tarnobrzeg - Intermarche Zastal Zielona Góra 72:65, 87:64 (2:0) |
| ASK KS Siarka Tarnobrzeg - MKS Znicz Basket Pruszków 2:0   | ASK KS Siarka Tarnobrzeg - MKS Dąbrowa Górnicza 2:1                | ASK KS Siarka Tarnobrzeg - Intermarche Zastal Zielona Góra 72:65, 87:64 (2:0) |
| MKS Dąbrowa Górnicza - KS Spójnia Stargard Szczeciński 2:0 | ASK KS Siarka Tarnobrzeg - MKS Dąbrowa Górnicza 2:1                | ASK KS Siarka Tarnobrzeg - Intermarche Zastal Zielona Góra 72:65, 87:64 (2:0) |

### Sezon 2008/2009
| miejsce | zespół                          | PKT | mecze | zw. - por. | dom    | wyjazd | pkt. zd. - pkt. str. | stosunek |
| ------- | ------------------------------- | --- | ----- | ---------- | ------ | ------ | -------------------- | -------- |
| 1.      | Polonia 2011 Warszawa           | 52  | 30    | 22 - 8     | 11 - 4 | 11 - 4 | 2511 - 2222          | 1.130    |
| 2.      | MOSiR Krosno                    | 52  | 30    | 22 - 8     | 12-3   | 10-5   | 2324-2152            | 1.080    |
| 3.      | BIG STAR Tychy                  | 50  | 30    | 20 - 10    | 13 - 2 | 7 - 8  | 2384 - 2186          | 1.091    |
| 4.      | Siarka Tarnobrzeg               | 50  | 30    | 20 - 10    | 13 - 2 | 7 - 8  | 2272 - 2142          | 1.061    |
| 5.      | Intermarche Zastal Zielona Góra | 49  | 30    | 19 - 11    | 10 - 5 | 9 - 6  | 2228 - 1900          | 1.173    |
| 6.      | ŁKS Sphinx Petrolinvest Łódź    | 47  | 30    | 17 - 13    | 10 - 5 | 7 - 8  | 2355 - 2190          | 1.075    |
| 7.      | Stal Stalowa Wola               | 47  | 30    | 17 - 13    | 11 - 4 | 6 - 9  | 2215 - 2085          | 1.062    |
| 8.      | Żubry Białystok                 | 46  | 30    | 16 - 14    | 10 - 5 | 6 - 9  | 2173 - 2132          | 1.019    |
| 9.      | MKS Dąbrowa Górnicza            | 46  | 30    | 16 - 14    | 6 - 9  | 10 - 5 | 2176 - 2062          | 1.055    |
| 10.     | Sokół Łańcut                    | 44  | 30    | 14 - 16    | 9 - 6  | 5 - 10 | 1976 - 2080          | 0.950    |
| 11.     | Sudety Jelenia Góra             | 44  | 30    | 14 - 16    | 8 - 7  | 6 - 9  | 2149 - 2129          | 1.009    |
| 12.     | Znicz Basket Pruszków           | 43  | 30    | 13 - 17    | 10 - 5 | 3 - 12 | 2230 - 2314          | 0.964    |
| 13.     | AZS PWSZ OSRiR Kalisz           | 40  | 30    | 10 - 20    | 5 - 10 | 5 - 10 | 1939 - 2231          | 0.869    |
| 14.     | AZS AWF Katowice                | 39  | 30    | 9 - 21     | 6 - 9  | 3 - 12 | 2087 - 2315          | 0.902    |
| 15.     | Asseco Prokom II Sopot          | 37  | 30    | 8 - 22     | 6 - 9  | 2 - 13 | 2050 - 2286          | 0.897    |
| 16.     | Resovia Rzeszów                 | 32  | 30    | 3 - 27     | 1 - 14 | 2 - 13 | 1751 - 2394          | 0.731    |

| ćwierćfinał                                             | półfinał                                                    | finał                                     |
| ------------------------------------------------------- | ----------------------------------------------------------- | ----------------------------------------- |
| Polonia 2011 Warszawa - Żubry Białystok 3:0             | Polonia 2011 Warszawa - Intermarche Zastal Zielona Góra 3:1 | Polonia 2011 Warszawa - Stal Stalowa Wola |
| Siarka Tarnobrzeg - Intermarche Zastal Zielona Góra 0:3 | Polonia 2011 Warszawa - Intermarche Zastal Zielona Góra 3:1 | Polonia 2011 Warszawa - Stal Stalowa Wola |
| MOSiR Krosno - Stal Stalowa Wola 2:3                    | Stal Stalowa Wola - BIG STAR Tychy 3:2                      | Polonia 2011 Warszawa - Stal Stalowa Wola |
| BIG STAR Tychy - ŁKS Sphinx Petrolinvest Łódź 3:2       | Stal Stalowa Wola - BIG STAR Tychy 3:2                      | Polonia 2011 Warszawa - Stal Stalowa Wola |